# Bertalan Albert
Bertalan Albert, születési és 1921-ig használt nevén Neuberger Albert (Jászberény, 1899. szeptember 21. – Párizs, 1957. december 28.) magyar festőművész és restaurátor, Frim Jakab (1852–1919) gyógypedagógus unokája.

## Élete
Neuberger Ignác önálló fakereskedő és Frim Olga fiaként született. 1919-ben áttért az evangélikus vallásra, 1921-ben pedig vezetéknevét Bertalanra változtatta. Körmendi-Frim Jenőnél és Kernstok Károly szabadiskolájában kezdte tanulmányait Budapesten, majd Szolnoki művésztelepen Fényes Adolfnál tanult. Ezután a Nagybányai művésztelepen képezte magát tovább mint Iványi-Grünwald Béla és Réti István tanítványa. 1924-ben Párizsban a Julian Akadémiát látogatta. Az École de Paris stílusában főleg tájképeket, zsánerképeket és portrékat festett. 1925-ben megkapta a Szinyei Merse Pál-díjat. 1926-ban a Salon d’Automne-on, 1927-ben a budapesti Tavaszi tárlaton, 1928-ban az Ernst Múzeumban, 1930-ban pedig a Salon des Tuileries-n mutatta be képeit.
1929-ben költözött végleg Párizsba, ott nősült meg, első házassága válással végződött, második házassága sikeres volt, gyermekei születtek. Egyik leánya táncosnő lett, ő volt a modellje táncosnőt ábrázoló képeinek. Családja megélhetésének biztosítása érdekében foglalkozott festmények restaurálásával is, nagyon sok megrendelést kapott, e rendkívül hasznos tevékenysége egyéni művészeti munkásságát háttérbe szorította. Igen művelt ember volt sok jeles baráttal, köztük François Gall festőművész, szerkesztő. 1947-1948-ban szerepelt újra magyarokkal kiállításokon. 1947-ben egy ceruzarajzát állította ki az Európai Iskola Francia–magyar kiállításán. Ugyancsak 1947-ben három festménye, a Paysage (Táj), Peintre (A festő) és a Le port (Kikötő) szerepelt a magyar művészek kiállításán a Galerie du Bussyben. 1948-ban két magyar vonatkozású kiállításon, a Nemzeti Szalon francia, spanyol köztársasági és magyar művészeket bemutató tárlatán és a stockholmi Nationalmuseumban rendezett Magyar Grafikai Kiállításon is részt vett. Utoljára 1970-ben Párizsi külváros című festményével jelentkezett a XX. századi magyar származású művészek külföldön című Műcsarnokbeli kiállításon.
2011. július 22. és augusztus 13. közt Makay és kortársai - 20. századi jászsági képzőművészek kiállítása címen a Hamza Múzeum és a Jászberényi Múzeum emlékkiállítást rendezett azon jászberényi festők tiszteletére, akiknek művészetére hatással voltak a Szolnoki művésztelep stílus irányzatai, ezen festők művei közé válogattak be Bertalan Albert festményeket is.

## Művei közgyűjteményekben
- Institut national d’histoire de l’art (INHA) - Jacques Doucet Gyűjtemény, Párizs
- Janus Pannonius Múzeum, Pécs
- Képgaléria (Érsekújvár, ma Nové Zámky, Szlovákia
- Musée départemental de l'Oise, Beauvais, Franciaország
- Jászberényi Múzeum, Jászberény

## Társasági tagság
- Paál László Társaság
- Új Művészek Egyesülete
- Európai Iskola

## Díjai, elismerései
- Szinyei Merse Pál-díj (1925)